# C'est (vraiment?) moi qui décide : Les raisons cachées de nos choix
C'est (vraiment?) moi qui décide : Les raisons cachées de nos choix est la traduction française de l'ouvrage Predictably Irrational: The Hidden Forces That Shape Our Decisions de Dan Ariely sorti en 2008, dans lequel il défit la présomption du lecteur sur la prise de décision basée sur la pensée rationnelle. Ariely explique son raisonnement ainsi : « mon objectif est de vous amener à reconsidérer complètement les petits détails du quotidien. Et ce, au moyen de toute une série d'expériences, de découvertes et d'anecdotes scientifiques plutôt amusantes dans l'ensemble. En effet, certaines erreurs ont un côté systématique, répétitif, grâce auquel on peut apprendre à les éviter ».

## Sources
- (en) Cet article est partiellement ou en totalité issu de l’article de Wikipédia en anglais intitulé « Predictably Irrational » (voir la liste des auteurs).